# Flacher Glanzkäfer

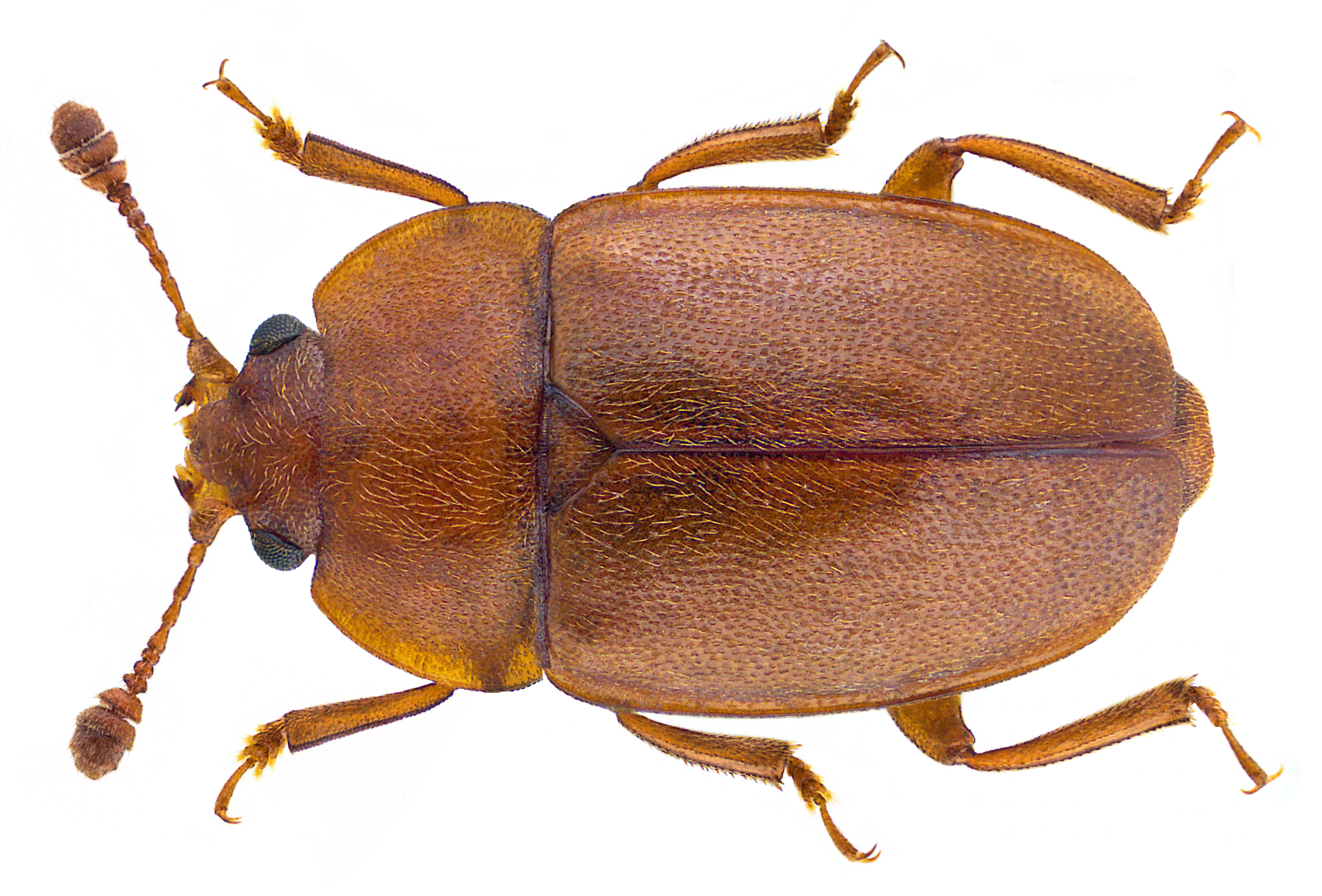
Präparat

Der Flache Glanzkäfer (Epuraea aestiva, Syn.: Epuraea depressa) ist ein Käfer aus der Familie der Glanzkäfer (Nitidulidae).

## Merkmale
Die Käfer werden 2,5–3,8 mm lang. Sie besitzen eine rotgelbe Grundfärbung. Das letzte Fühlerglied ist haubenartig erweitert. Dies ist besonders ausgeprägt beim Weibchen. Die Käfer sind schwierig von anderen Vertretern der Gattung zu unterscheiden.

## Verbreitung
Die Art ist in der Holarktis verbreitet. Sie kommt in weiten Teilen der Paläarktis vor. In Europa ist die Art weit verbreitet. In Mitteleuropa ist sie die häufigste Art der Gattung Epuraea. In Nordamerika erstreckt sich das Verbreitungsgebiet über weite Teile der Vereinigten Staaten und Kanada und reicht im Norden bis nach Alaska.

## Lebensweise
Die Larven entwickeln sich in den Nestern von Hummeln (Bombus). Die Käfer beobachtet man insbesondere im April und Mai an den Blüten von Rosengewächsen (Rosaceae), aber auch auf Holunder (Sambucus), Weiden (Salix) und Gewöhnlicher Traubenkirsche (Prunus padus). Die Käfer werden im Winter häufig in Bauten von Maulwürfen, Grauhamstern oder denen des Eisgrauen Murmeltiers angetroffen.

## Taxonomie
In der Literatur finden sich folgende Synonyme:
- Epuraea bisignata Sturm, 1844
- Epuraea depressa (Illiger, 1798)
- Epuraea grandiclava Roubal, 1939
- Epuraea ochracea Sturm, 1844
- Nitidula depressa Illiger, 1798
- Silpha aestiva Linnaeus, 1758